# Municipio de Richland (condado de Barton)
El municipio de Richland (en inglés: Richland Township) es un municipio ubicado en el condado de Barton en el estado estadounidense de Misuri. En el año 2010 tenía una población de 529 habitantes y una densidad poblacional de 4,03 personas por km².

## Geografía
El municipio de Richland se encuentra ubicado en las coordenadas 37°24′8″N 94°14′24″O / 37.40222, -94.24000. Según la Oficina del Censo de los Estados Unidos, el municipio tiene una superficie total de 131.25 km², de la cual 130,19 km² corresponden a tierra firme y (0,81 %) 1,06 km² es agua.

## Demografía
Según el censo de 2010, había 529 personas residiendo en el municipio de Richland. La densidad de población era de 4,03 hab./km². De los 529 habitantes, el municipio de Richland estaba compuesto por el 96,79 % blancos, el 1,7 % eran amerindios, el 0,19 % eran isleños del Pacífico, el 0,38 % eran de otras razas y el 0,95 % eran de una mezcla de razas. Del total de la población el 1,32 % eran hispanos o latinos de cualquier raza.